# Deutscher Eishockeypokal
Der Deutsche Eishockeypokal wurde bei den Männern von der Saison 2002/03 bis zur Saison 2008/09 jährlich nach dem Vorbild des DFB-Pokals in Deutschland ausgespielt. Die Pokalrunde wurde dabei gemeinsam von der Deutschen Eishockey Liga und der Eishockeyspielbetriebsgesellschaft (ESBG) (mit dem Deutschen Eishockey-Bund) durchgeführt. In den 1960er, 80er und 90er Jahren gab es bereits mehrere Versuche, einen solchen Wettbewerb einzuführen, was jedoch immer wieder am engen Terminplan der Profi-Clubs scheiterte.
Bei den Frauen wird seit der Saison 2001/02 der DEB-Pokal ausgespielt.

## Deutscher Eishockeypokal der Männer
Der Deutsche Eishockeypokal wurde erstmals 1968/69 ausgespielt. In den Jahren 1984 und 1988 versuchte man, mit einem Pokalwettbewerb die Pause während der Olympischen Winterspiele zu überbrücken. Geringes Zuschauerinteresse und Schwierigkeiten, ohne die abgestellten Nationalspieler eine Mannschaft zusammenzubekommen, waren Gründe, dass in dieser Zeit keine weiteren Pokalwettbewerbe ausgetragen wurden. Von 1994/95 bis 1996/97 wurde insgesamt dreimal der DEB-Ligenpokal Nord ausgespielt. Die Teilnehmer waren die Teams der 1. Liga Nord und 2. Liga Nord.
Am Pokal nahmen ab 2002/03 die Clubs der DEL und der 2. Bundesliga sowie einige Vereine der Oberliga teil, letztere spielten in der Regel in der Vorsaison eine Qualifikation um die Startplätze. Der Deutsche Pokalsieger wurde von den 32 Mannschaften im K.-o.-System ausgespielt.
In der Saison 2008/09 wurden als Vorrunde acht Viererturniere an ESBG-Spielstätten ausgetragen. Dabei nahmen jeweils zwei (benachbarte) Vertreter der ESBG, sowie zwei Vertreter der DEL teil. Die jeweiligen Turniergewinner qualifizierten sich für das Pokal-Viertelfinale.
Ab 2005 wurde über die Abschaffung des Pokals diskutiert. Die Spiele der DEL-Mannschaften waren in der Regel nicht sehr gut besucht, zudem bestanden Terminprobleme durch die Spiele der Nationalmannschaft, die Aufstockung der DEL sowie ab 2008 durch die Champions Hockey League. Auf Grund des engen Terminkalenders durch die Olympischen Spiele 2010 sowie der Weltmeisterschaft im eigenen Land wurde der Pokal durch die DEL für die Saison 2009/10 ausgesetzt und seitdem nicht wiederbelebt.

### Pokalsieger
- 1968/69 EV Landshut
- 1983/84 EHC Freiburg
- 1987/88 Schwenninger ERC (Bundesligapokal)
- 1994/95 EC Wilhelmshaven-Stickhausen (DEB-Ligenpokal Nord)
- 1995/96 ERC Westfalen Dortmund (DEB-Ligenpokal Nord)
- 1996/97 EHC Neuwied (DEB-Ligenpokal Nord)
- 2002/03 Adler Mannheim
- 2003/04 Kölner Haie
- 2004/05 ERC Ingolstadt
- 2005/06 DEG Metro Stars
- 2006/07 Adler Mannheim
- 2007/08 Eisbären Berlin
- 2008/09 Grizzly Adams Wolfsburg

## DEB-Pokal
Nach dem Aussetzen des Deutschen Eishockeypokals und dem Rückzug der DEL-Mannschaften aus dem neuen DEB-Pokal seit 2009/10 wurde der Wettbewerb nur noch von Mannschaften der 2. Bundesliga, der Oberliga, der deutschen U20-Nationalmannschaft und von Pokalsiegern aus der Regionalliga bestritten. Der Pokalsieger erhielt neben dem Wanderpokal eine Geldprämie in Höhe von 12.000 Euro, der unterlegene Finalgegner einen Betrag von 6.000 Euro, für den Wettbewerb 2010/11 wurden 22.000 Euro Preisgeld vergeben.
Pokalsieger
- 2009/10 EHC München
- 2010/11 Starbulls Rosenheim
- 2011/12 Bietigheim Steelers
- 2012/13 Bietigheim Steelers

## Weitere Wettbewerbe
In der Saison 1976/77 wurde der NRW-Pokal mit den nordrhein-westfälischen Mannschaften aus der 1. Bundesliga, 2. Bundesliga, Oberliga und Regionalliga ausgetragen. Sieger des Wettbewerbs, der erst im Dezember 1977 – also in der Folgesaison – beendet worden ist, wurde die Düsseldorfer EG.
In den Saisons 1996/97 und 1997/98 wurde jeweils nur in einem Hin- und Rückspiel der Sieger des Alpencups ermittelt. 1997 gewann der SC Riessersee (gegen den ES Weißwasser) im Duell des Neunten gegen den Zehnten der 1. Liga Süd. 1998 gewann der EC Bad Tölz (gegen den Deggendorfer EC); diesmal standen sich die Sieger der 3. Play-off-Runde in der Qualifikation zur 1. Liga Süd in diesem Duell gegenüber.